# Hagalaz’ Runedance
Hagalaz’ Runedance war ein Neofolk-Projekt, das 1996 von Andrea Haugen gegründet wurde, um ihren damaligen Kunstausdruck zu erforschen. Thematisch wurden vor allem die germanische Mythologie sowie Magie aufgegriffen. Das Projekt wurde 2002 abgeschlossen.
Die Stücke sind aus musikalischer Sicht am ehesten dem Neofolk zuzuordnen. Es werden überwiegend akustische Instrumente eingesetzt, vereinzelt finden sich elektronische Klänge. Der Bandname leitet sich von der Rune Hagalaz ab, die übersetzt „Hagel“ bedeutet. Die Alben erschienen auf dem Metal-Label Hammerheart Records/Karmageddon Media, teilweise wurde Haugen auch von Künstlern aus dem Metal-Umfeld wie der Band Ulver und ihrem ehemaligen Ehemann Samoth unterstützt. Musik und Texte schrieb Haugen allerdings alleine.

## Diskographie
- 1997: When the Trees Were Silenced
- 1998: The Winds that Sang of Midgard’s Fate
- 1999: Urd – That Which Was (MCD)
- 2000: Volven
- 2002: Frigga’s Web